# 55-я смешанная авиационная дивизия
55-я смешанная авиационная дивизия — воинское соединение Вооружённых Сил СССР в Великой Отечественной войне.

## История
Дивизия формировалась с 25 февраля 1941 года в Ленинградском военном округе.
В составе действующей армии с 22 июня 1941 по 7 марта 1942 года.
На 22 июня 1941 года штаб дивизии находился в Петрозаводске, формирование дивизии не было завершено, в её состав входил только один, 72-й авиаполк скоростных бомбардировщиков, в составе которого было 34 исправных самолёта СБ. Впоследствии, 27 июня 1941 года дивизия была пополнена истребителями, в её состав вошёл 155-й истребительный авиационный полк имевший 33 самолёта И-16.
Действовала с начала войны на участке Ладожское озеро — Беломорск. 25 июля 1941 года совершала налёт на Финляндию, потеряв за один вылет девять самолётов, из них один сбитый своими. В основном, дивизия наносила удары по наземным частям противника и прикрывала собственные наземные части.
На конец августа 1941 года в своём составе имела 88 исправных и 15 неисправных самолётов.
7 марта 1942 года расформирована.

## Состав
- 72-й бомбардировочный авиационный полк (с 22.06.1941 по 07.03.1942)
- 65-й штурмовой авиационный полк (c июля 1941 по октябрь 1941)
- 31-й скоростной бомбардировочный авиационный полк (вероятно с сентября 1941 по 06.12.1941)
- 155-й истребительный авиационный полк (с 27.06.1941 — 23.11.1941)
- 197-й истребительный авиационный полк (c 24.07.1941 по октябрь 1941)
- 427-й истребительный авиационный полк (c 29.10.1941)
- 524-й истребительный авиационный полк (c 13.10.1941)
- 119-я отдельная корректировочная авиационная эскадрилья
- 2-й авиационный гидроотряд гражданского воздушного флота

## Подчинение
| Дата            | Фронт (округ)    | Армия               | Корпус | Примечания |
| --------------- | ---------------- | ------------------- | ------ | ---------- |
| 22.06.1941 года | Северный фронт   | 7-я армия           | -      | -          |
| 01.07.1941 года | Северный фронт   | -                   | -      | -          |
| 10.07.1941 года | Северный фронт   | 7-я армия           | -      | -          |
| 01.08.1941 года | Северный фронт   | 7-я армия           | -      | -          |
| 01.09.1941 года | Карельский фронт | -                   | -      | -          |
| 01.10.1941 года | -                | 7-я отдельная армия | -      | -          |
| 01.11.1941 года | -                | 7-я отдельная армия | -      | -          |
| 01.12.1941 года | -                | 7-я отдельная армия | -      | -          |
| 01.01.1942 года | -                | 7-я отдельная армия | -      | -          |
| 01.02.1942 года | -                | 7-я отдельная армия | -      | -          |
| 01.03.1942 года | -                | 7-я отдельная армия | -      | -          |

## Командиры
- Богородецкий, Александр Константинович, полковник, с ?? по 18.07.1941
- Филин, Василий Михайлович[1][2], полковник, с 18.07.1941 по 07.03.1942.

## Отличившиеся воины
- Краснолуцкий Митрофан Петрович, майор, заместитель командира 65-го штурмового авиационного полка 55-й смешанной авиационной дивизии ВВС 7-й армии Северного Фронта Указом Президиума Верховного Совета СССР от 16 января 1942 года удостоен звания Герой Советского Союза. Золотая Звезда № 646.